# Marché Saint-Martin
Marché Saint-Martin (tj. trh svatého Martina) je krytá tržnice v Paříži. Nachází se v ulici Rue du Château-d'Eau v 10. obvodu.

## Historie
V roce 1852 při stavbě bulváru Strasbourg byl zrušen trh Saint-Laurent a čtvrť zůstala bez trhu. Soukromá společnost Société de l'Épargne immobilière získala svolení k výstavbě tržnice Château-d'Eau. Ta byla postavená v roce 1854 a přejmenovaná na tržnici Saint-Martin. To byl název bývalého trhu, který se původně nacházel mezi ulicemi Rue Conté, Rue Vaucanson, Rue Ferdinand-Berthoud (již zaniklá) a Rue Montgolfier.

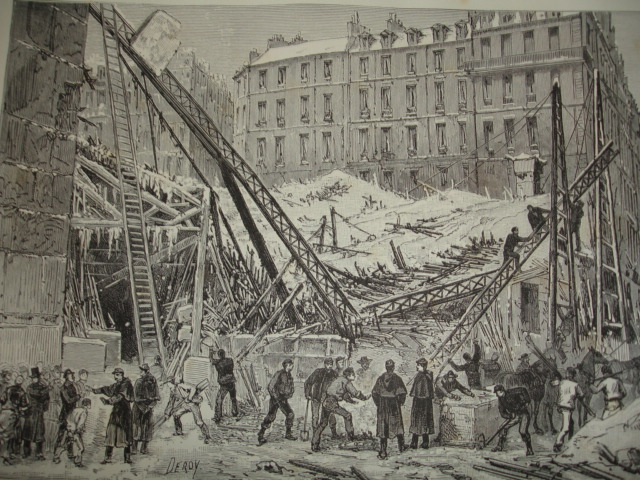
Zřícená tržnice v roce 1879

V prosinci 1879 se pod tíhou sněhu zřítila střecha a budova byla zcela zničena. Trh se pak dočasně přesunul na Boulevard de Magenta až do srpna 1880, než byla na stejném místě postavena nová budova. 